# Инсолация (климатология)
Инсолация (на латински: insolatio,от insolo – поставям ня слънце) е облъчването на земната повърхност със слънчева радиация, пряка или сумарна (т.е. пряката и разсеяната заедно). Под инсолация се разбира обикновено само притока на радиация върху хоризонтална повърхност. Разширявайки обаче термина, може да се говори и за инсолация на повърхност, перпендикулярна на слънчевите лъчи, за инсолация на вертикални повърхности (стени), за инсолация на наклонени повърхности (склонове) и др. Интензивността на инсолацията е право пропорционална на количеството енергия, пристигаща за единица време, за единица облъчвана повърхност и се измерва във W/m².
Инсолацията зависи от височината на Слънцето над хоризонта, положението на облъчваната повърхност, надморската височина, а също и от прозрачността на атмосферата и облачността, поради което инсолацията силно се изменя както през деня, така и през сезоните. Инсолацията определя топлинното състояние на земната повърхност, атмосферата и естествената осветеност на Земята. В крайна сметка от нея зависи общата циркулация на атмосферата и кръговрата на водата на Земята, т.е. климатичните условия в различните части на планетата. От нея зависят също биофизичните и биохимичните процеси в растителните и животинските организми.
Отчитането на количеството инсолация е необходимо в селското стопанство, слънцелечението, при разработката на архитектурни проекти, в практиката и застрояването на населените места и много други въпроси, касаещи индустрията и транспорта.